# José Mina
José James Mina Camacho (17 luglio 1954) è un ex calciatore colombiano, di ruolo portiere.

## Carriera

### Club
Dal 1973 al 1984 ha giocato nell'Independiente Santa Fe.

### Nazionale
Ha preso parte alla Copa América 1983.